# David Mitchell (komiker)
David James Stuart Mitchell, född 14 juli 1974, är en brittisk skådespelare, komiker och författare.
Han utgör ena halvan av komikerduon Mitchell and Webb (Robert Webb) som bildades då de träffades på Cambridge University. Båda var medlemmar av teaterklubben The Cambridge Footlights, för vilken Mitchell en tid var ordförande. Mitchell and Webb medverkade i sitcom-serien Peep Show, och de har skrivit och medverkat i flera sketchprogram, till exempel The Mitchell and Webb Situation. Deras första film, Magicians kom 2007.
För egen del har Mitchell också medverkat i serier som Jam & Jerusalem, men också i olika panelprogram, till exempel QI och Mock the Week. Han skriver också en kolumn i The Observer, och driver en egen Youtube-kanal vid namn David Mitchell's Soapbox. 
Han gifte sig med Victoria Coren 17 november 2012. Bakgrunden till deras förhållande och andra historier ur hans liv beskrivs i Mitchells självbiografiska bok Back Story: A Memoir från 2012.

## Filmografi i urval
- 2003–2015 – Peep Show (TV-serie)
- 2016 – Att vara eller inte vara Shakespeare (TV-serie)
- 2024 – Ludwig – pusseldetektiven (TV-serie)